# Mia Nicolai
Michaja Nicolaï kendt som Mia Nicolai (født 7. marts 1996) er en hollandsk sangerinde, sangskriver og skuespiller. hun har sammen med Dion Cooper repræsenteret Holland i Eurovision Song Contest 2023 med sangen "Burning Daylight" men de fik en 13. plads i semifinale 1 med 7. point og kvalficerede sig ikke til finalen.